# پدیده ویل راجرز
پدیده‌یِ ویل راجرز پدیده‌ای است که در آن، با انتقالِ تعدادی از اعضایِ یک مجموعه به مجموعه‌ای دیگر، مقدارِ میانگینِ هر دو مجموعه را افزایش می‌دهیم. این پدیده، از جمله‌ای منسوب به ویل راجرز، کمدینِ معروفِ آمریکایی، برگرفته شده‌است که در آن گفته می‌شود:
«وقتی که اُکلاهمایی‌ها، اُکلاهما را به مقصدِ کالیفرنیا ترک می‌کنند، آن‌ها میانگینِ بهره‌یِ هوشیِ هر دو ایالت را بالا می‌برند!»
این پدیده زمانی که هر دویِ این شرایط، در آنِ واحد برقرار باشند، حتماً روی خواهد داد:
- اعضایی که از مجموعه‌یِ اول منتقل می‌شوند، باید مقدارشان از مقدارِ میانگینِ آن مجموعه، کمتر باشد.
- اعضایی که از مجموعه‌یِ اول منتقل می‌شوند، باید مقدارشان از مقدارِ میانگینِ اعضایِ مجموعه‌یِ دوم، بیشتر باشد.

هر چند که این دو شرط، شرط‌هایِ لازم برایِ روی دادنِ این پدیده محسوب نمی‌شوند.

## مثالِ عددی
دو مجموعه‌یِ A و B را در نظر بگیرید که:
اعضایِ A عبارتنداز: ۱ و ۲ و ۳ و ۴
و اعضایِ B عبارتند از: ۵ و ۶ و ۷ و ۸ و ۹
میانگینِ حسابیِ مجموعه‌یِ A برابر است با ۲٫۵ و میانگینِ حسابیِ مجموعه‌یِ B برابر است با ۷ .

حال اگر عددِ ۵ را از مجموعه‌یِ B به مجموعه‌یِ A منتقل کنیم آن‌گاه:
اعضایِ A عبارت خواهند شد از: ۱ و ۲ و ۳ و ۴ و ۵
و اعضایِ B عبارت خواهند شد از: ۶ و ۷ و ۸ و ۹

که میانگینِ حسابیِ مجموعه‌یِ A به ۳ و میانگینِ حسابیِ مجموعه‌یِ B به ۷٫۵ افزایش یافته‌اند.